# شاهزاده سونوا
شاهزاده سونوا (به کره‌ای: 순화군)، جونواکون پسر چهاردهمین پادشاه از سلسله پادشاهی چوسون، سئونجو (حکومت ۱۵۶۷ تا ۱۶۰۸) و برادر گوانگ‌هیگون پانزدهمین پادشاه از این سلسله بود.
در تهاجم ژاپن به کره (۱۵۹۸–۱۵۹۲) به دستور پادشاه به استان هامگیونگ اعزام شد اما همراه با برادر بزرگترش شاهزاده ایمهه توسط نیروهای شورش کره ای دستگیر و به فرمانده گردان دوم ژاپن کاتو کیوماسا تحویل داده شد. پس از بستن قرارداد صلح بین ژاپن و کره آزاد شد. در سال ۱۶۰۷ به مرگ طبیعی درگذشت.